# Exton (Pennsylvanie)
Pour les articles homonymes, voir Exton.
Exton est un district de recensement du West Whiteland Township dans le comté de Chester en Pennsylvanie, aux États-Unis.

## Géographie
Exton se trouve au Nord-Est des États-Unis, dans le Sud-Est de l'État de Pennsylvanie, au sein d'Easttown Township dans le comté de Chester, dont le siège de comté est West Chester. Ses coordonnées géographiques sont 40° 01′ 48″ N, 75° 37′ 06″ O.

## Démographie
Au recensement de 2010, sa population était de 4 842 habitants.

## Personnalités
- Matt Ryan (1985-), joueur de football américain, y est né.
- Kerr Smith (1972-), acteur, y est né.